# Credi in me
Credi in me è un singolo del cantante pop italiano Valerio Scanu, pubblicato dall'etichetta discografica EMI, come secondo singolo estratto dall'album Per tutte le volte che.... Il brano è stato registrato a Londra.

## Il video
Il set del video è in una grande palestra dove una ragazza (interpretata dalla campionessa mondiale di ginnastica artistica Vanessa Ferrari) si esibisce compiendo acrobazie, mentre Valerio Scanu canta la canzone.

## Tracce
Download digitale
1. Credi in me - 3:31 (Kaballà, Luca Chiaravalli)

## Classifiche
| Classifica (2009) | Posizione |
| ----------------- | --------- |
| Italia            | 26        |